# The Six Parts Seven
The Six Parts Seven ist eine US-amerikanische Post-Rock-Band, die 1995 in Kent, Ohio, gegründet wurde.

## Geschichte
Die Band wurde im Jahr 1995 von den Brüdern Allen (Gitarre) und Jay Karpinski (Schlagzeug) gegründet. Nachdem im Jahr 1998 das Debütalbum In Lines and Patterns... veröffentlicht wurde, erschien im Jahr 2000 Silence Magnifies Sound mit Tim Gerak (E-Gitarre, Samples) und Brad Visker (Bass). Zwei Jahre später vergrößerte sich die Besetzung mit dem Hinzukommen von Matt Haas (Hawaiigitarre) und Steven Clements (Piano). Im März 2002 erschien das Album Things Shaped in Passing. In den folgenden zwei Jahren ging die Band auf Tour, um das Album zu bewerben. Während dieser Zeit erschien eine Splitveröffentlichung mit The Black Keys und nahmen zudem ein Remixalbum auf, das im Herbst 2003 unter dem Namen Lost Notes from Forgotten Songs erschien. In den Jahren 2004 und 2007 erschienen mit Everywhere, and Right Here und Casually Smashed to Pieces jeweils ein weiteres Album.

## Stil
Die Band spielt Post-Rock, der im Gegensatz zu Bands des Genres wie Tortoise, Mogwai, Godspeed You! Black Emperor und Slint mehr einer einfachen Hintergrundmusik ähnelt.

## Diskografie

### Studioalben
- 1998 – In Lines and Patterns... (Donut Friends Records)
- 2000 – Silence Magnifies Sound (Troubleman Unlimited Records)
- 2002 – Things Shaped in Passing (Suicide Squeeze Records)
- 2004 – Everywhere, and Right Here (Suicide Squeeze Records)
- 2007 – Casually Smashed to Pieces (Suicide Squeeze Records)

### Split-Veröffentlichungen
- 2003 – The Six Parts Seven/The Black Keys EP (Suicide Squeeze Records)

### EPs
- 2001 – Untitled EP (Solo Singles Series) (Troubleman Unlimited Records)
- 2003 – Attitudes of Collapse (Burnt Toast Vinyl)

### Remix-Alben
- 2003 – Lost Notes from Forgotten Songs (Suicide Squeeze Records)

### Demos
- 1995 – The Six Parts Seven (Eigenveröffentlichung)

### Kompilationen
- 2000 – Slightest Indication of Change (Slowdance Records)
- 2001 – Troubleman Mix-Tape (Troubleman Unlimited Records)
- 2002 – Devil In the Woods 52 (Devil In the Woods Records)